# Steve Strange
Steve Strange, vlastním jménem Stephen John Harrington, (28. května 1959 – 12. února 2015) byl velšský zpěvák. Narodil se v jihovelšském Newbridge. V roce 1977 založil kapelu The Moors Murderers, která příliš dlouho neexistovala, ale hráli v ní například Chrissie Hynde, pozdější členka The Pretenders, a Topper Headon, který spolupracoval s The Clash. Jeho další kapelou byla The Photons, která rovněž příliš dlouho neexistovala. V roce 1978 založil kapelu Visage, v níž působil v letech 1978–1985 a 2002–2015 (do své smrti). V původní sestavě dále figuroval například Midge Ure. V roce 2002 vydal svou autobiografii nazvanou Blitzed!. Roku 2015 utrpěl při dovolené v Egyptě infarkt, kterému podlehl.